# レーグル隕石

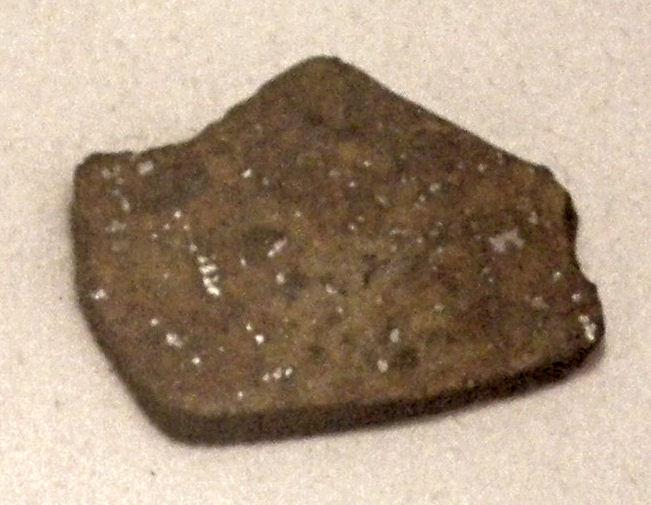
レーグル隕石

レーグル隕石（レーグルいんせき、L'Aigle meteorite）は1803年4月26日午後1時頃、フランス・ノルマンディ地方（現在のバス＝ノルマンディー地域圏オルヌ県）のレーグル付近に落下した隕石雨である。本格的な科学的調査がなされ、隕石の研究の歴史に重要な役割を果たした。2000から3000の破片がレーグル（L'Aigle）の街に落下し、回収されたその総量は37kgに及んだ。L6普通コンドライトに分類される隕石である。
フランス科学アカデミーはジャン＝バティスト・ビオを調査に送り、ビオは隕石が宇宙起源のものであるという報告を行った。隕石はエドワード・ハワードやルイ・テナールやルイ＝ニコラ・ヴォークランらの化学者によって分析された。この結果、エルンスト・クラドニが唱えた隕石の地球外起源説が認められるようになるのに、レーグル隕石雨は重要な役割を果たした。